# Degelo de Kruschev
O Degelo de Kruschev ou Degelo na União Soviética refere-se ao período entre 1956 e 1964 na União Soviética, onde a repressão política e a censura foram parcialmente relaxadas devido às políticas de "desestalinização" implementadas pelo novo líder soviético Nikita Khrushchev. Uma das consequências mais marcantes dessas mudanças foi a liberação de alguns milhões de prisioneiros políticos que foram detidos em campos de trabalho do Sistema Gulag, geralmente localizados em regiões frias e inóspitas da Sibéria. Além disso, o novo líder procurou promover uma política de "coexistência pacífica" com as grandes potências ocidentais.
O degelo só foi possível após a morte de Stalin, o 5 de março de 1953. Quase três anos depois do ocorrido, em 25 de Fevereiro de 1956, Kruschev denunciou Stalin, em seu discurso secreto que inicialmente surgiu no encerramento do XX Congresso do Partido Comunista da União Soviética (PCUS). Este último teria como título oficial da obra "Sobre o culto à personalidade e suas consequências."
O termo foi cunhado a partir de um romance escrito em 1954 por Ilya Ehrenburg, apenas um ano depois da morte de Stalin, em seu romance intitulado justamente de "Degelo" (оттепель, ottepel), que foi reveladoramente sensacional para o seu tempo.
O Degelo foi acompanhado na frente internacional pela visita oficial de Nikita Khrushchev em 1954 a Pequim do líder comunista chinês Mao Tse-Tung (antes da desestalinização "excessiva" que distanciou a China da URSS, no que ficou conhecido como ruptura sino-soviética). Um ano depois, em 1955, Kruschev viajou para a capital da Iugoslávia, Belgrado, para tentar normalizar as relações com o Marechal Josip Broz Tito, após a ruptura de 1948 entre este e Josef Stalin. Posteriormente, teria uma reunião com o então presidente dos Estados Unidos, o General Dwight Eisenhower, que culminaria na própria visita de Kruchev para aos EUA em 1959.
O degelo iniciou uma transformação irreversível da sociedade soviética, a abertura às reformas econômicas e um ligeiro aumento no comércio internacional do país, bem como os contactos educativos e culturais, festivais, livros de autores estrangeiros, filmes estrangeiros, mostras de arte, música e danças populares e novas modas, além de uma participação maciça nas competições esportivas internacionais (neste último em especial, já tinha começado após a participação soviética, poucos meses antes da morte do próprio Josef Stalin, nas Jogos Olímpicos de Verão de Helsinki de 1952).
Esta cadeia de passos, sem precedentes na história da União Soviética, culminou com a retirada altamente simbólica dos restos mortais de Stalin do Mausoléu de Lenin, e terminou em libertar as pessoas do medo e os excessos ditatoriais da Era Stalin. No entanto, a luta interminável e completamente disfarçada pelo poder entre os elementos mais "liberais" e os conservadores pró-stalinistas dentro do Kremlin e outros altos órgãos soviéticos pelo poder político, numa luta que, em última análise, acabaria por minar a autoridade do PCUS em si.
O Degelo de Kruschev permitiu a liberalização relativa da informação nos meios de comunicação estatais, nas artes e cultura, assim mesmo a URSS abriu-se parcialmente ao mundo através de festivais internacionais e pela autorização de exibição de filmes estrangeiros, a supressão da censura em certos livros nacionais e estrangeiros, proibidos durante o longo regime stalinista. Além disso, o relaxamento da censura experimentado durante este período, também permitiu que novas formas de entretenimento na então emergente televisão soviética, que iam desde desfiles e celebrações em massa, a música popular, espectáculos de variedades diversas, até sátiras e comédias, como Goluboy Ogonek.
Segundo Sergei Khrushchev, filho de Nikita, tais atualizações políticas e culturais ajudaram a libertar a mente de milhões e mudou a consciência pública de gerações de pessoas na União Soviética.